# Selbstporträt als Apostel Paulus
Das Selbstporträt als Apostel Paulus ist ein Selbstporträt von Rembrandt van Rijn, das 1661 datiert ist. Das 91 Zentimeter hohe und 77 Zentimeter breite, mit Öl auf Leinwand ausgeführte Gemälde gehört zu einer Reihe von Selbstporträts, die das Altern Rembrandts nachvollziehbar werden lassen. Das Werk befindet sich in der Sammlung des Rijksmuseum in Amsterdam.

## Bildbeschreibung
Im Selbstporträt als Apostel Paulus nimmt Rembrandt eine historische Rolle ein und stellt sich damit in einen weiteren erzählerischen Zusammenhang. Das Bild zeigt den dunkel gekleideten Rembrandt vor einem überwiegend dunklen Hintergrund. Nur die linke obere Bildecke, in der auch die Signatur angebracht ist, ist heller. Der weiße Turban, den er als Kopfbedeckung trägt, ist der hellste Abschnitt des Bildes. In der Hand hält Rembrandt eine Ausgabe des Alten Testaments, dessen Buchstaben der hebräischen Sprache nachempfunden sind. Das Schwert als typisches Attribut des Apostels Paulus von Tarsus, der damit kämpferisch seine Lehren verbreitete und mit einem solchen hingerichtet wurde, ist mit seinem Knauf nur angedeutet.

## Hintergrund
Paulus war einer der bedeutendsten Apostel, der im östlichen Mittelmeerraum missioniert und seine Auslegung der christlichen Lehre verkündete. Er propagierte, dass das Glück der Menschen in der Befreiung durch die Liebe Gottes liegt und nicht in der Erfüllung von Gesetzen. Diese Lehre wurde in der Reformation von Luther wieder aufgegriffen. Dass Rembrandt sich in der Rolle des Apostel Paulus porträtierte, wird auch als Reaktion auf sein eigenes Leben, das nicht vollkommen war, verstanden und damit auch als Eingeständnis der Abhängigkeit von der Gnade Gottes.